# Лудагунь
 Лудагунь  или люйдагунь (кит. трад. 驢打滾, упр. 驴打滚, пиньинь lǘ dǎ gǔn, буквально: «Ослик кувыркается/кувыркнулся») — традиционный китайский сладкий рисовый рулет. Происходит из маньчжурской кухни, позже стал популярным в Пекине.

## Происхождение
Происхождение лудагунь восходит к народной сказке. История говорит, что в эпоху маньчжурской империи Цин, вдовствующая императрица Цыси устала от царской еды и попросила королевского повара приготовить что-то новое. Шеф-повар решил приготовить блюдо из клейкого риса и бобовой пасты анко. Когда шеф-повар закончил готовить, молодой евнух, которого звали Лу (произносится по-китайски как «лю», то же самое, что и «осёл»), небрежно бросил блюдо в соевую муку, но у повара не было времени заново приготовить блюдо. Шеф-повар вынужден был подать это императрице. Однако она похвалила вкус и поинтересовалась, как оно называется. И повар не задумываясь над вопросом назвал его «Лу Да Гун» («катящийся осел», «ослик покатил»), чтобы воздать должное невнимательности Лю.
По другой версии, десерт выглядит так, как будто маленький ослик покувыркался в сухой земле, и испачкал ею всё своё тело.

## Ингредиенты

### Современный лудагунь
Основными ингредиентами являются клейкая рисовая мука, паста из красной фасоли адзуки и соевая мука. Точный рецепт приготовления лудагунь может варьироваться в зависимости от регионов, но общие этапы приготовления современного лудагуна описываются следующим образом. Тесто замешивается из муки из клейкого риса, затем оно готовится на пару. После этого, приготовленное таким образом тесто формируется в длинную полоску, намазывается пастой анко, заворачивается в форме цилиндра. Наконец, тесто посыпают поджаренной соевой мукой, иногда — смесью молотого кунжута и арахиса.

### Традиционный лудагунь
По сравнению с современным лудагунь, начинка в традиционном — сироп из коричневого сахара, а не пасты из красной фасоли. Рецепт приготовления традиционного лудагуня и его продажа задокументирована Чжаном Цзянцаем (кит. трад. 張江裁, упр. 张江裁, пиньинь Zhang Jiangcai) в книге «Популярная еда и товары в Яньцзине» (кит. трад. 燕京民間食貨史料, упр. 燕京民间食货史料).